# Stazione di Ugovizza
La stazione di Ugovizza era una stazione ferroviaria in provincia di Udine, posta sul vecchio tracciato della ferrovia Pontebbana, ora dismesso.

## Storia
La stazione di Ugovizza venne raggiunta della ferrovia Pontebbana nell'11 ottobre 1879 insieme al tronco Pontebba-Tarvisio.
Fino al 1923 era denominata "Ugne"; in tale anno assunse la nuova denominazione di "Ugovizza".
Continuo il suo servizio fino al 12 dicembre 1999.
Nel 2005, a seguito della dismissione della stazione e del tratto dove era posta, avvenuta nel 1999, si è ricavato dall'ex sedime ferroviario un tratto della ciclovia Alpe Adria.

## Strutture e impianti
Era composta da un fabbricato viaggiatori e cinque binari